# Ethioterpia
Ethioterpia is een geslacht van vlinders van de familie Uilen (Noctuidae), uit de onderfamilie Amphipyrinae.

## Soorten
- E. lichenea Janse, 1938
- E. marmorata Janse, 1938
- E. neavi Hampson, 1910
- E. toulgoeti Viette, 1961